# فلوریدا (کوبا)
فلوریدا (به اسپانیایی: Florida) یک منطقهٔ مسکونی در کوبا است که در استان کاماگوئی واقع شده‌است. فلوریدا ۱٬۸۰۰ کیلومتر مربع مساحت و ۷۳٬۶۱۲ نفر جمعیت دارد و ۶۵ متر بالاتر از سطح دریا واقع شده‌است.